# The Andromeda Breakthrough
The Andromeda Breakthrough è una miniserie televisiva del 1962, sequel della popolare miniserie di fantascienza della BBC A for Andromeda.

## Produzione

### Casting
La star principale della miniserie precedente, Julie Christie, non era disponibile al momento in cui venne realizzata la miniserie sequel così venne sostituita da Susan Hampshire nel ruolo di Andromeda.

## Status
La miniserie televisiva completa è conservata negli archivi della BBC. Nel 2006 è stata pubblicata, insieme all'unico episodio superstite di A for Andromeda e a vari contenuti extra, come parte del cofanetto DVD The Andromeda Anthology.

## Adattamento letterario
La trasposizione letteraria di Hoyle ed Elliot fu pubblicata dalla Harper and Row nel 1964, con il titolo Andromeda Breakthrough, in accordo con la BBC. Ad essa seguirono edizioni tascabili edite dalla Fawcett World Library (1965) negli Stati Uniti e dalla Corgi (1966) in Gran Bretagna. In Italia il romanzo è stato pubblicato nel 1966 dalla Giangiacomo Feltrinelli Editore col titolo L'insidia di Andromeda.
Judith Merril riferì che, sebbene la trasposizione letteraria fosse caratterizzata da "una scrittura di routine, personaggi stereotipati e un'apparente fede nella scuola di intrighi internazionali di Ian Fleming", gli scienziati-protagonisti erano "tutt'altro che stereotipati" e "un discreto campione rappresentativo del tipo di persone attratte dal lavoro scientifico." Merril concluse che gli elementi stereotipati "forniscono uno sfondo ragionevolmente divertente ad un enigma scientifico genuinamente intrigante."

Una riedizione combinata del romanzo con la trasposizione letteraria di A for Andromeda è stata pubblicata dall'Orion Publishing Group nel 2020 con il titolo The Andromeda Anthology, all'interno della collana SF Masterworks. Per l'occasione venne realizzata una nuova introduzione a cura di Kim Newman. Questa edizione è stata anche trasformata in un audiolibro letto da Billie Fulford-Brown.